# Boyfriend (nhóm nhạc)
Boyfriend (Tên tiếng hàn: 보이프렌드) là nhóm nhạc nam được đào tạo bởi Starship Entertainment, ra mắt vào năm 2011. Gồm 6 thành viên: Dong Hyun, Hyun Seong, Jeong Min, Young Min, Kwang Min và Min Woo.Họ ra mắt trên Mnet M!Countdown vào ngày 26 tháng 5 năm 2011 với single "Boyfriend". Nhóm ngay lập tức gây được sự chú ý nhờ vào concept trẻ trung và cặp sinh đôi có vẻ ngoài hoàn mỹ cùng giọng hát và khả năng live ấn tượng. Fanclub của nhóm chính thức có tên là "Bestfriend" vào ngày 10 tháng 8 năm 2011. Nhóm hết hạn hợp đồng với Starship và tan rã vào tháng 5/2019

## Lịch sử

### Năm 2011-2012 (Debut)
Năm 2011, họ phát hành ba single Boyfriend, Don't Touch My Girl và I'll Be There.
Năm 2012, phát hành 1 mini album "Love Style", full album "Janus", cùng với 2 đĩa đơn tiếng nhật là "Be My Shine" và "Dance Dance Dance/ My Lady".

### Năm 2013-2014
Năm 2013, phát hành repack album "IYAH", 2 single tiếng Nhật "Hitomi no Melody" và "Pinky Santa" cùng 1 album tiếng Nhật "7th Mision". Cũng trong năm này, 6 thành viên của nhóm đã vào vai chính cho bộ phim điện ảnh "GOGO Ikeman 5" tại Nhật Bản (Vietsub).
Năm 2014, phát hành 2 single tiếng Nhật "My Avatar", "Startup!". 09/06/2014, phát hành mini album thứ hai "Obsession" tại Hàn Quốc. 23/07/2014, phát hành album thứ hai tại Nhật Bản "Seventh color". Tháng 10/2014, phát hành mini album thứ ba "WITCH" tại Hàn Quốc. Vào đúng ngày 11/11/2014, các chàng trai đã giành được chiến thắng đầu tiên với "WITCH" tại SBS The Show Choice sau 3 năm 5 tháng 16 ngày (1226 ngày) kể từ khi debut.
Cũng trong năm 2014, nhóm đã tổ chức concert đầu tiên tại Hàn Quốc.

### Năm 2015-nay
Năm 2015, tháng 3/2015 phát hành mini album thứ tư "Boyfriend in wonderland". Vào ngày 24/3/2015, nhóm đã giành được chiến thắng thứ 2 kể từ khi debut, cũng là chiến thắng đầu tiên với Bounce trên SBS The Show Choice. Sau khi kết thúc đợt quảng bá, nhóm chính thức tổ chức World Tour đầu tiên của mình đi qua các nước châu Á, châu Âu và châu Mỹ.
Năm 2016, nhóm tổ chức fanmeeting kỉ niệm 5 năm debut tại Hàn Quốc vào ngày 21/5 và tại Nhật vào ngày 7/8 với tên gọi "Boy Island (보이섬)". Nhóm cũng cho ra mắt single mang tên "Glider" đánh dấu sự trở lại tại Nhật Bản của mình. Trong quá trình quảng bá, nhóm cũng tổ chức các showcase và sự kiện lớn nhỏ tại các thành phố trải dài khắp đất nước Nhật Bản. Tiếp nối thành công với Glider, nhóm comeback với single "Jackpot" vào cuối năm 2016.
Tháng 2 năm 2017, nhóm tiếp tục comeback tại Nhật với single "I Miss You".
Ngày 8/8/2017, nhóm comeback với Mini Album "Never End", đánh dấu sự trở lại sau hơn 2 năm vắng bóng tại Hàn Quốc.

## Thành viên
| Thành viên | Tên thật       | Tên thật | Tên thật        | Chiều cao/Cân nặng | Ngày sinh        |
| Thành viên | Latinh         | Hangul   | Hán Việt        | Chiều cao/Cân nặng | Ngày sinh        |
| ---------- | -------------- | -------- | --------------- | ------------------ | ---------------- |
| Donghyun   | Kim DongHyun   | 김동현   | Kim Đông Hiền   | 178 cm/61 kg       | 12 tháng 2, 1989 |
| Hyunseong  | Shim HyeonSeob | 심현섭   | Thẩm Hiền Thành | 178 cm/58 kg       | 9 tháng 6, 1993  |
| Jeongmin   | Lee JeongMin   | 이정민   | Lý Trịnh Mân    | 173 cm/60 kg       | 2 tháng 1, 1994  |
| Youngmin   | Jo YoungMin    | 조영민   | Triệu Vinh Mân  | 180 cm/54 kg       | 24 tháng 4, 1995 |
| Kwangmin   | Jo KwangMin    | 조광민   | Triệu Quang Mân | 180 cm/56 kg       | 24 tháng 4, 1995 |
| Minwoo     | No MinWoo      | 노민우   | Lạc Mân Vũ      | 174 cm             | 31 tháng 7, 1995 |

## Giải thưởng và đề cử
| Năm  | Chương trình                                         | Hạng mục                                   | Người nhận | Kết quả   | Chú thích |
| ---- | ---------------------------------------------------- | ------------------------------------------ | ---------- | --------- | --------- |
| 2011 | 13th Mnet Asian Music Awards                         | Nghệ sĩ mới xuất sắc nhất hạng mục nam     | Boyfriend  | Đề cử     | [ 1 ]     |
| 2011 | SBS MTV Best Of the Best                             | Nghệ sĩ debut hot nhất                     | Boyfriend  | Đề cử     | [ 2 ]     |
| 2011 | SBS MTV Best Of the Best                             | Best New Artist                            | Boyfriend  | Đoạt giải | [ 2 ]     |
| 2011 | 26th Golden Disk Awards                              | Nghệ sĩ mới xuất sắc nhất                  | Boyfriend  | Đoạt giải | [ 3 ]     |
| 2011 | 21st Seoul Music Awards                              | Giải thưởng nghệ sĩ mới xuất sắc nhất      | Boyfriend  | Đoạt giải | [ 4 ]     |
| 2013 | 27th Japan Gold Disc Awards                          | Top 3 nghệ sĩ mới xuất sắc nhất (Asia)     | Boyfriend  | Đoạt giải | [ 5 ]     |
| 2013 | Korean Entertainment 10th Anniversary Award in Japan | Giải Jury đặc biệt                         | Boyfriend  | Đoạt giải | [ 6 ]     |
| 2013 | 2013 MTV EMA                                         | Đạo luật Hàn Quốc xuất sắc nhất            | Boyfriend  | Đề cử     | [ 7 ]     |
| 2013 | Billboard Japan Music 2013 Awards                    | Nghệ sĩ hoạt hình của năm                  | Boyfriend  | Đề cử     | [ 8 ]     |
| 2014 | 2014 Asia Model Festival Awards                      | Nghệ sĩ nam Rookie của năm (Thể loại Nhạc) | Donghyun   | Đoạt giải | [ 9 ]     |
| 2015 | 2015 Asia Model Festival Awards                      | Nghệ sĩ phổ biến nhất                      | Boyfriend  | Đoạt giải | [ 10 ]    |
| 2015 | 2015 3rd YinYueTai V-Chart Awards                    | Nghệ sĩ Hàn Quốc có tiềm năng nhất         | Boyfriend  | Đoạt giải | [ 11 ]    |
| 2016 | 2016 MTV Asia Music Stage                            | Nghệ sĩ nam có xu hướng                    | Boyfriend  | Đoạt giải | [ 12 ]    |

## Các chương trình nhóm đã tham gia:
- 2011: Mnet M!Pick (5 ep)

- 2012: W Academy (8 ep) (Vietsub)

- 2012: Wonder Boy (12 ep) (Vietsub)

- 2013: Hello Baby Season 7 (Vietsub)

- 2016: Boyfriend Private Life (4 ep)

## Concert
- 30/6/2012: Japan debut show case (Nippon Budokan) (Vietsub[liên kết hỏng])

- 23-25/12/2012: Love Communication 2012 - Xmas Bell (Vietsub)

- 1-2/6/2013: Love Communication 2013 - 7th Mission

- 31/5-1/6/2014: Love Communication 2014 - Start Up!

- 23/11/2014, the first chapter được tổ chức tại Seoul "Bewitch".

- 05/04/2015, tổ chức The first chapter "Bewitch" in Taiwan, mở màn cho 2015 BOYFRIEND WORLD TOUR The First Chapter "BEWITCH" tại 9 quốc gia khác nhau.

## Nhạc kịch
- 2013: 1000th Man (DongHyun)

- 2015: Bachelor's Vegetable Store (DongHyun)

- 2015: Brave Brothers (DongHyun)

- 2015: Joint Security Area JSA (HyunSeong)

- 2016: Peste (JeongMin)

- 2016: Hongannji ~return~ (YoungMin)

- 2016: Romeo and Juliet (DongHyun)

## Drama
- 2015: [KBS] Save Family (YoungMin)

- 2015: [Web Drama] 1 km between you and me (DongHyun)

- 2016: [Web Drama] The Miracle (DongHyun)

## Photobook
- 2012: Boyfriend Photobook 365 days

- 2014: Boyfriend 2nd Photobook All Day With You